# Kelsey Serwa
Kelsey Serwa (* 1. September 1989 in Kelowna, British Columbia) ist eine kanadische Freestyle-Skierin. Sie ist auf die Disziplin Skicross spezialisiert. Ihre bisher größten Erfolge sind der Olympiasieg 2018 und der Gewinn des Weltmeistertitels 2011.

## Biografie
Serwa erlernte das Skifahren in der Nähe ihres Wohnortes Kelowna im Big White Ski Resort, das von ihrem Großvater mitbegründet worden war. Zu Beginn ihrer Sportkarriere war sie Alpinskiläuferin. Ab Dezember 2004 nahm sie an FIS-Rennen teil, ab März 2006 im Nor-Am Cup. Im Januar 2006 feierte sie den ersten Sieg in einem FIS-Rennen, dem sieben weitere folgten. Dabei erwiesen sich Riesenslalom und Super-G als ihre stärksten Disziplinen. Im Nor-Am Cup blieb jedoch ein zwölfter Platz ihr bestes Ergebnis. Eine Trainerin fragte Serwa gegen Ende der Saison 2007/08, ob sie Interesse an der Freestyle-Disziplin Skicross habe. Kurz entschlossen nahm sie an den ersten kanadischen Skicross-Meisterschaften teil und fuhr sogleich auf den zweiten Platz, woraufhin sie in die Nationalmannschaft aufgenommen wurde.
Am 5. Januar 2009 debütierte Serwa in St. Johann in Tirol im Weltcup. Sie fuhr auf den dritten Platz und etablierte sich sofort in der Weltspitze. In ihrer ersten Saison folgten ein weiterer Podestplatz und der fünfte Platz bei den Weltmeisterschaften 2009 in Inawashiro, außerdem gewann sie den kanadischen Meistertitel. Die FIS kürte sie zum „Rookie of the Year“. Nachdem die Saison 2009/10 eher verhalten begonnen hatte, gewann sie am 13. Januar 2010 in Alpe d’Huez ihr erstes Weltcuprennen. Bei den Olympischen Winterspielen 2010 schied sie im Halbfinale aus und klassierte sich als Fünfte. Zum Abschluss der Saison folgte in Grindelwald der dritte Weltcupsieg.
In der Saison 2010/11 gewann Serwa in Les Contamines ein weiteres Weltcuprennen und entschied den Skicross-Wettbewerb bei den Winter-X-Games 2011 für sich. Der bis dahin größte Erfolg ihrer Karriere gelang ihr bei den Weltmeisterschaften 2011 in Deer Valley mit dem Gewinn der Goldmedaille. Die Saison 2011/12 begann für Serwa mit zwei Weltcupsiegen in Innichen sehr erfolgreich. Doch am 11. Januar 2012 stürzte sie im Finaldurchgang in Alpe d’Huez und zog sich dabei einen Kreuzbandriss im linken Knie zu. Damit war die Saison für sie vorzeitig beendet. Serwa etablierte sich in der Saison 2012/13 sogleich wieder an der Weltspitze. Sie gewann zwei Rennen in Innichen und Sotschi, hinzu kamen zwei zweite Plätze. Kurz vor den Weltmeisterschaften 2013 in Voss erlitt sie erneut einen Kreuzbandriss im linken Knie.
Erneut gelang es Serwa, an die Weltspitze zurückzukehren. Im Weltcupwinter 2013/14 gelangen ihr vier Top-5-Ergebnisse, darunter ein zweiter Platz. Bei den Olympischen Winterspielen 2014 in Sotschi gewann sie hinter Marielle Thompson die Silbermedaille. Anschließend ließ sie die gesamte Saison 2014/15 aus. Im Winter 2015/16 stand sie im Weltcup zweimal als Zweite auf dem Podest. Nach drei Top-10-Platzierungen zu Beginn der Weltcupsaison 2016/17 erlitt sie im Januar 2017 beim Training einen Knorpelschaden im Knie und musste die Saison abbrechen.
Bei den Olympischen Winterspielen 2018 in Pyeongchang gewann sie die Goldmedaille vor ihrer Landsfrau Brittany Phelan.
Serwa beendete ihre aktive Karriere am 4. Juli 2019.

## Erfolge

### Olympische Spiele
- Vancouver 2010: 5. Skicross
- Sotschi 2014: 2. Skicross
- Pyeongchang 2018: 1. Skicross

### Weltmeisterschaften
- Inawashiro 2009: 5. Skicross
- Deer Valley 2011: 1. Skicross

### Weltcupwertungen
| Saison  | Gesamt | Gesamt | Skicross | Skicross |
| Saison  | Platz  | Punkte | Platz    | Punkte   |
| ------- | ------ | ------ | -------- | -------- |
| 2008/09 | 12.    | 42     | 3.       | 416      |
| 2009/10 | 11.    | 44     | 4.       | 487      |
| 2010/11 | 7.     | 55     | 3.       | 610      |
| 2011/12 | 29.    | 28     | 9.       | 276      |
| 2012/13 | 19.    | 40     | 4.       | 401      |
| 2013/14 | 73.    | 17     | 17.      | 187      |
| 2015/16 | 31.    | 34,50  | 8.       | 414      |
| 2016/17 | 134.   | 7,31   | 24.      | 95       |
| 2017/18 | 27.    | 34,40  | 7.       | 344      |
| 2018/19 |        |        | 8.       | 355      |

### Weltcupsiege
Serwa errang im Weltcup bisher 20 Podestplätze, davon 8 Siege:
| Datum             | Ort            | Land       |
| ----------------- | -------------- | ---------- |
| 13. Januar 2010   | Alpe d’Huez    | Frankreich |
| 24. Januar 2010   | Lake Placid    | USA        |
| 12. März 2010     | Grindelwald    | Schweiz    |
| 12. Januar 2011   | Les Contamines | Frankreich |
| 17. Dezember 2011 | Innichen       | Italien    |
| 18. Dezember 2011 | Innichen       | Italien    |
| 23. Dezember 2012 | Innichen       | Italien    |
| 19. Februar 2013  | Sotschi        | Russland   |

### X-Games
- Winter-X-Games 2009: 6. Skicross
- Winter-X-Games 2010: 3. Skicross
- Winter-X-Games 2011: 1. Skicross

### Weitere Erfolge
Skicross:
- 1 kanadischer Meistertitel (2009)
- 2 Podestplätze im Europacup, davon 1 Sieg
- 2 Podestplätze im Nor-Am Cup
- 4 Podestplätze im South American Cup, davon 2 Siege
- 1 Podestplatz im Australian New Zealand Cup

Ski Alpin:
- 8 Siege in FIS-Rennen